# Smakförstärkare
Smakförstärkare  är en grupp av livsmedelstillsatser som används för att förstärka livsmedlets egen smak och eller doft. De är vanliga i exempelvis kryddblandningar och färdigmat. Glutaminsyra förekommer naturligt bl.a. i modersmjölk, grönsaker, vete och soja. Glutamaterna är salter av glutaminsyra. Glutaminsyra och Glutamater har livsmedelsförteckningarna E620 till E625.

## Exempel
- E 620 Glutaminsyra
- E 621 Mononatriumglutamat
- E 622 Monokaliumglutamat
- E 623 Kalciumdiglutamat
- E 624 Monoammoniumglutamat
- E 625 Magnesiumdiglutamat
- E 626 Guanylsyra
- E 627 Dinatriumguanylat
- E 628 Dikaliumguanylat
- E 629 Kalciumguanylat
- E 630 Inosinsyra
- E 631 Dinatriuminosinat
- E 632 Dikaliuminosinat
- E 633 Kalciuminosinat
- E 634 Kalcium-5'-ribonukleotider
- E 635 Dinatrium-5'-ribonukleotider
- E 640 Glycin, natriumglycinat